# Hannibal von Degenfeld
Hannibal friherre von Degenfeld (1648 – 12. oktober 1691 i Nauplia, Grækenland) var en tysk officer, som gjorde tjeneste i forskellige europæiske hære.

## Karrierens begyndelse
Han var den yngste søn af den vidtberømte venetianske general og generalguvernør i Dalmatien, friherre Christoph Martin von Degenfeld og Anna Maria Adelmann von Adelmannsfelden. Født 1648 var han kun 6 år gammel, da faderen døde, og han kom da under formynderskab af sin næstældste broder, den blinde friherre Ferdinand. Han blev ligesom de andre brødre opdraget til krigsmand og drog, 19 år gammel, til Kandia, hvor han udmærkede sig i høj grad. For yderligere at uddanne sig til at overtage en højere kommando i Republikken Venedigs krigstjeneste, der på den tid lokkede saa mange unge mænd, som tragtede efter hæder og bytte, til sig, søgte han til hertug Johan Frederik af Braunschweig-Calenberg og senere til Generalstaterne.

## I dansk tjeneste
Det lykkedes ham da også i årenes løb at vinde sig et sådant navn for tapperhed og dygtighed, at han blev kaldt til Danmark af Christian V, der stadig i fremmede lande søgte officerer til at føre Hæren i den forestående krig. I slutningen af 1674 hvervede Degenfeld en bataljon for dansk regning og deltog året efter med stor tapperhed i Wismars erobring. 1676 var han til stede ved Landskrones belejring og overgivelse og blev i slutningen af året generalmajor. Det påfølgende år stod han under Ulrik Frederik Gyldenløves kommando i Norge og spillede en fremragende rolle ved Marstrands erobring og i toget til Jæmteland. Han blev siden generalløjtnant, men forlod kort efter freden Danmark, hvorfra han førte en hustru med sig, idet han i København havde giftet sig med Anna Maria Gersdorff, enke efter oberstløjtnant Matthias Frederik von Rech og datter af oberst Christopher Frederik Gersdorff og Dorothea Gjedde.

## Senere bedrifter
Degenfeld førte senere et eventyrligt og omflakkende krigerliv og erhvervede sig som feltmarskal i venetiansk tjeneste ikke alene et berømmeligt navn på valpladserne, men også store rigdomme ved bytte og belønninger. Han
døde 12. oktober 1691. Hans enke, med hvem han havde en datter, giftede sig for 3. gang med en eventyrer, en bayreuthsk regimentskommissær Ferschen, men denne forlod hende, efter at de i fællesskab havde bortødslet hendes midler. Hun begav sig derefter til København, hvor hendes slægtninger dog ikke ville have med hende at gøre, og søgte til sidst tilflugt i Sachsen, hvor hun døde i trange kår. Hun begyndte på sine egne og sin datters vegne en proces med sin svoger Ferdinand den Blinde for at komme i besiddelse af Hannibal Degenfelds umådelige efterladenskaber, men denne, den såkaldte millionproces, blev først afgjort 1747 til fordel for huset Degenfeld.